# Diabrotica
Diabrotica là một chi bọ cánh cứng trong họ Chrysomelidae.
Chi này được Chevrolat miêu tả khoa học năm 1837.

## Các loài
Các loài trong chi này gồm:
- Diabrotica adelpha Harold, 1875
- Diabrotica adornata Baly, 1890
- Diabrotica aegrota Baly, 1890
- Diabrotica alboplagiata Jacoby, 1882
- Diabrotica alegrensis Bechyne & Bechyne, 1962
- Diabrotica alexia Bechyne, 1956
- Diabrotica alfazema Bechyne, 1997
- Diabrotica amecameca Krysan & Smith, 1987
- Diabrotica amoena (Dalman, 1823)
- Diabrotica amoenula Boheman, 1859
- Diabrotica analis Baly, 1890
- Diabrotica antonietta Bechyne, 1956
- Diabrotica apicalis Baly, 1886
- Diabrotica apicicornis Jacoby, 1887
- Diabrotica apicipennis (Baly, 1890)
- Diabrotica aracatuba Bechyne & Bechyne, 1964
- Diabrotica arcuata Baly, 1859
- Diabrotica asignata Baly, 1890
- Diabrotica atomaria Jacoby, 1889
- Diabrotica atriceps Baly, 1890
- Diabrotica atriineata Baly, 1889
- Diabrotica atriscutata (Baly, 1890)
- Diabrotica atromaculata Baly, 1889
- Diabrotica atrosignata (Baly, 1890)
- Diabrotica bakeri (Bowditch, 1911)
- Diabrotica barberi R. Smith & Lawrence, 1967
- Diabrotica barclayi Derunkov, Rocha Prado, Tishechkin & Konstantinov, 2015
- Diabrotica balteata LeConte, 1865
- Diabrotica bartleti Baly, 1890
- Diabrotica beniensis Krysan & Smith, 1987
- Diabrotica biannularis Harold, 1875
- Diabrotica bilineata Baly, 1890
- Diabrotica bioculata Bowditch, 1911
- Diabrotica bipartita Jacoby, 1887
- Diabrotica bipustulata Baly, 1886
- Diabrotica bisecta Baly, 1890
- Diabrotica boggianii Bowditch, 1911
- Diabrotica boliviana Harold, 1877
- Diabrotica bordoni Bechyne & Bechyne, 1969
- Diabrotica brevicornis Baly, 1890
- Diabrotica brevilineata Jacoby, 1887
- Diabrotica brevittitata Baly, 1890
- Diabrotica brunneosignata Jacoby, 1887
- Diabrotica buckleyi Baly, 1879
- Diabrotica buqueti Baly, 1889
- Diabrotica caiuba (Bechyne & Bechyne, 1969)
- Diabrotica calchaqui Cabrera & Cabrera Walsh, 2004
- Diabrotica callangaensis Bowditch, 1911
- Diabrotica carolae Krysan & Smith, 1987
- Diabrotica caveyi Derunkov, Rocha Prado, Tishechkin & Konstantinov, 2015
- Diabrotica cavicollis Baly, 1890
- Diabrotica centralis Jacoby, 1882
- Diabrotica championi Jacoby, 1887
- Diabrotica chapuisi Baly, 1886
- Diabrotica chimborensis Bowditch, 1911
- Diabrotica chloris Baly, 1890
- Diabrotica chloropus Harold, 1875
- Diabrotica chlororhoidalis Bechyne, 1958
- Diabrotica chontalensis Jacoby, 1887
- Diabrotica circulata Harold, 1875
- Diabrotica clarkellita Bowditch, 1911
- Diabrotica clarki Weise, 1916
- Diabrotica clio Bowditch, 1911
- Diabrotica columbiensis Bowditch, 1911
- Diabrotica confluenta Baly, 1890
- Diabrotica confraterna Baly, 1889
- Diabrotica confusa Bowditch, 1911
- Diabrotica consentanea Baly, 1886
- Diabrotica contigua Baly, 1889
- Diabrotica costaricensis Derunkov, Rocha Prado, Tishechkin & Konstantinov, 2015
- Diabrotica crenulata Baly, 1890
- Diabrotica cristata (Harris, 1837)
- Diabrotica cryptochlora Bechyne, 1956
- Diabrotica cryptomorpha Bechyne, 1997
- Diabrotica curvilineata Jacoby, 1887
- Diabrotica curvipustulata Baly, 1890
- Diabrotica cyaneomaculata Jacoby, 1887
- Diabrotica decaspila Baly, 1890
- Diabrotica decempunctata Latreille, 1813
- Diabrotica deliqua Weise, 1921
- Diabrotica delrio Bowditch, 1911
- Diabrotica discoidalis Baly, 1865
- Diabrotica dissimilis Jacoby, 1887
- Diabrotica distincta Jacoby, 1882
- Diabrotica diversicornis Baly, 1890
- Diabrotica dmitryogloblini Derunkov, Rocha Prado, Tishechkin & Konstantinov, 2015
- Diabrotica duckworthorum Derunkov, Rocha Prado, Tishechkin & Konstantinov, 2015
- Diabrotica duplicata Jacoby, 1887
- Diabrotica duvivieri Baly, 1886
- Diabrotica dysoni Baly, 1886
- Diabrotica egleri (Bechyne & Bechyne, 1961)
- Diabrotica elata Fabricius, 1801
- Diabrotica elegantula Baly, 1886
- Diabrotica emorsitans Baly, 1890
- Diabrotica enae Marques, 1941
- Diabrotica ephemera Bechyne, 1958
- Diabrotica eustolia Bechyne, 1958
- Diabrotica evanescens Baly, 1889
- Diabrotica exclamationis Baly, 1859
- Diabrotica extensa (Baly, 1889)
- Diabrotica facialis Baly, 1890
- Diabrotica fallaciosa Weise, 1921
- Diabrotica fallenia Bechyne, 1956
- Diabrotica fauveli (Baly, 1890)
- Diabrotica febronia Bechyne, 1958
- Diabrotica fenestralis Jacoby, 1879
- Diabrotica fidelia Bechyne, 1956
- Diabrotica firmiona Bechyne, 1958
- Diabrotica flava (Olivier, 1791)
- Diabrotica flaviventris Jacoby, 1887
- Diabrotica flavofulva Baly, 1890
- Diabrotica formosa Baly, 1886
- Diabrotica fowleri Baly, 1890
- Diabrotica freudei Bechyne, 1956
- Diabrotica fucata (Fabricius, 1787)
- Diabrotica fulveola (Baly, 1890)
- Diabrotica fulvicornis Jacoby, 1887
- Diabrotica fulvofasciata Jacoby, 1889
- Diabrotica funerea Bowditch, 1911
- Diabrotica fuscula Bowditch, 1911
- Diabrotica gahani Jacoby, 1893
- Diabrotica generosa Baly, 1879
- Diabrotica germari Baly, 1890
- Diabrotica glaucina (Baly, 1889)
- Diabrotica godmani Jacoby, 1887
- Diabrotica gorhami Baly, 1890
- Diabrotica gracilenta Erichson, 1847
- Diabrotica gracilis Jacoby, 1878
- Diabrotica graminea (Baly, 1886)
- Diabrotica gratiosa Baly, 1886
- Diabrotica grayella Baly, 1886
- Diabrotica guaira Bechyne, 1958
- Diabrotica guaratiba (Marques, 1941)
- Diabrotica gudula Bechyne, 1956
- Diabrotica guttifera Baly, 1889
- Diabrotica haroldi Baly, 1886
- Diabrotica hartjei Derunkov, Rocha Prado, Tishechkin & Konstantinov, 2015
- Diabrotica hathawayi Marques, 1941
- Diabrotica helga Bechyne, 1956
- Diabrotica hilli Krysan & Smith, 1987
- Diabrotica hogei Jacoby, 1887
- Diabrotica ianthe Baly, 1890
- Diabrotica illigeri Baly, 1889
- Diabrotica impressipennis Jacoby, 1887
- Diabrotica inaequalis Baly, 1886
- Diabrotica inornata Weise, 1921
- Diabrotica interrupta (Baly, 1886)
- Diabrotica iridicollis Bechyne & Bechyne, 1965
- Diabrotica isohaeta Bechyne & Bechyne, 1969
- Diabrotica jacobiana Duvivier, 1885
- Diabrotica jacobyi Baly, 1879
- Diabrotica jamaicensis Bryant, 1924
- Diabrotica jariensis Bechyne & Bechyne, 1965
- Diabrotica javeti Baly, 1889
- Diabrotica josephbalyi Derunkov, Rocha Prado, Tishechkin & Konstantinov, 2015
- Diabrotica kirbyi Baly, 1890
- Diabrotica klugii Baly, 1886
- Diabrotica kraatzi Baly, 1890
- Diabrotica labiata Baly, 1886
- Diabrotica lacordairei (Kirsch, 1883)
- Diabrotica lamiina (Bechyne & Bechyne, 1969)
- Diabrotica latevittata (Baly, 1886)
- Diabrotica lawrencei Derunkov, Rocha Prado, Tishechkin & Konstantinov, 2015
- Diabrotica lebasii Baly, 1886
- Diabrotica lemniscata LeConte, 1868
- Diabrotica liberata Bechyne, 1958
- Diabrotica liciens (Fabricius, 1801)
- Diabrotica limitata (Sahlberg, 1823)
- Diabrotica linensis Bechyne, 1956
- Diabrotica linsleyi Krysan & Smith, 1987
- Diabrotica longicornis (Say, 1824)
- Diabrotica luciana (Blake, 1965)
- Diabrotica lucifera Erichson, 1847
- Diabrotica luederwaldti (Bowditch, 1911)
- Diabrotica lundi Smith & Lawrence, 1967
- Diabrotica luteopustulata Baly, 1890
- Diabrotica lutescens Baly, 1890
- Diabrotica macrina Bechyne, 1958
- Diabrotica manaensis (Weise, 1921)
- Diabrotica mantillerii Derunkov, Rocha Prado, Tishechkin & Konstantinov, 2015
- Diabrotica mapiriensis Bowditch, 1911
- Diabrotica marsila Bechyne, 1956
- Diabrotica martinjacobyi Derunkov, Rocha Prado, Tishechkin & Konstantinov, 2015
- Diabrotica matina Bechyne, 1958
- Diabrotica mauliki Barber, 1947
- Diabrotica mediofasciata Baly, 1890
- Diabrotica melanopa Erichson, 1847
- Diabrotica melanopyga Baly, 1889
- Diabrotica meyeri Baly, 1890
- Diabrotica milleri Krysan & Smith, 1987
- Diabrotica minuta Jacoby, 1879
- Diabrotica mitteri Derunkov, Rocha Prado, Tishechkin & Konstantinov, 2015
- Diabrotica modesta (Fabricius, 1801)
- Diabrotica morosa Jacoby, 1887
- Diabrotica moseri Weise, 1921
- Diabrotica munda (Weise, 1921)
- Diabrotica mutabilis Baly, 1886
- Diabrotica myrna Bechyne, 1956
- Diabrotica neolineata Bowditch, 1911
- Diabrotica nigritarsis (Baly, 1889)
- Diabrotica nigrocincta Baly, 1886
- Diabrotica nigrolimbata Baly, 1886
- Diabrotica nigromaculata Jacoby, 1878
- Diabrotica nigroscutata Baly, 1890
- Diabrotica nigrostriata Baly, 1890
- Diabrotica nitidicollis Baly, 1889
- Diabrotica novemguttata (Weise, 1921)
- Diabrotica novemmaculata Jacoby, 1878
- Diabrotica nummularis Harold, 1877
- Diabrotica obscura Jacoby, 1887
- Diabrotica occlusa Champion, 1920
- Diabrotica ochreata (Fabricius, 1792)
- Diabrotica octoplagiata Jacoby, 1887
- Diabrotica oculata (Baly, 1890)
- Diabrotica olivacea Jacoby, 1882
- Diabrotica olivieri Jacoby, 1887
- Diabrotica orthocosta (Bechyne & Bechyne, 1969)
- Diabrotica pachitensis Bowditch, 1911
- Diabrotica palpalis Jacoby, 1887
- Diabrotica panamensis Jacoby, 1887
- Diabrotica panchroma Bechyne, 1955
- Diabrotica paradoxa Jacoby, 1887
- Diabrotica paranaensis Marques, 1941
- Diabrotica parintinsensis (Bechyne & Bechyne, 1969)
- Diabrotica pascoei Baly, 1879
- Diabrotica paula (Bechyne & Bechyne, 1962)
- Diabrotica pauperata (Baly, 1890)
- Diabrotica peckii Bowditch, 1911
- Diabrotica periscopica Bechyne, 1958
- Diabrotica perkinsi Derunkov, Rocha Prado, Tishechkin & Konstantinov, 2015
- Diabrotica piceicornis Baly, 1889
- Diabrotica piceolimbata (Baly, 1890)
- Diabrotica piceomarginata (Baly, 1890)
- Diabrotica piceonotata Jacoby, 1887
- Diabrotica piceopicta (Baly, 1890)
- Diabrotica piceopunctata Bowditch, 1911
- Diabrotica piceosignata Baly, 1890
- Diabrotica platysoma Bechyne, 1956
- Diabrotica plaumanni Bechyne, 1954
- Diabrotica plebeja Weise, 1921
- Diabrotica poeclienta Bechyne, 1958
- Diabrotica porracea Harold, 1875
- Diabrotica praeusta (Weise, 1921)
- Diabrotica propylaea (Bechyne & Bechyne, 1969)
- Diabrotica prostigma Bechyne, 1958
- Diabrotica proximans (Baly, 1890)
- Diabrotica pulchella (Jacquelin-Val, 1856)
- Diabrotica pulchra (Sahlberg, 1823)
- Diabrotica purpurascens Bowditch, 1911
- Diabrotica pygidialis Jacoby, 1887
- Diabrotica quadricollis (Jacoby, 1887)
- Diabrotica ramona Bechyne, 1956
- Diabrotica recki Marques, 1941
- Diabrotica redfordae Derunkov, Rocha Prado, Tishechkin & Konstantinov, 2015
- Diabrotica reedi (Baly, 1890)
- Diabrotica regalis (Baly, 1859)
- Diabrotica regularis Jacoby, 1887
- Diabrotica relicta Suffrian, 1867
- Diabrotica rendalli Bowditch, 1911
- Diabrotica reysmithi Derunkov, Rocha Prado, Tishechkin & Konstantinov, 2015
- Diabrotica rogersi Jacoby, 1887
- Diabrotica rosenbergi Bowditch, 1911
- Diabrotica rufolimbata Baly, 1879
- Diabrotica rufomaculata Jacoby, 1887
- Diabrotica rufopustulata Bowditch, 1911
- Diabrotica salvadorensis Derunkov, Rocha Prado, Tishechkin & Konstantinov, 2015
- Diabrotica samouella Bechyne, 1956
- Diabrotica sancatarina Bowditch, 1911
- Diabrotica sanguinicollis Jacoby, 1879
- Diabrotica schaufussi Baly, 1890
- Diabrotica scripta Olivier, 1808
- Diabrotica scutellata Jacoby, 1887
- Diabrotica sebaldia Bechyne, 1956
- Diabrotica sedata Baly, 1890
- Diabrotica sel Derunkov, Rocha Prado, Tishechkin & Konstantinov, 2015
- Diabrotica selecta Jacoby, 1887
- Diabrotica semicirculata Jacoby, 1887
- Diabrotica semiflava Jacoby, 1887
- Diabrotica semisulcata Bowditch, 1911
- Diabrotica septemliturata Erichson, 1847
- Diabrotica septemplagiata Bowditch, 1911
- Diabrotica serrozulensis (Bechyne & Bechyne, 1962)
- Diabrotica sesquilineata Erichson, 1847
- Diabrotica sexmaculata Baly, 1879
- Diabrotica sharpii Kirsch, 1883
- Diabrotica sheba Bechyne, 1958
- Diabrotica signaticornis Chevrolat, 1844
- Diabrotica signifera Jacoby, 1887
- Diabrotica silvai Marques, 1941
- Diabrotica simulata (Baly, 1890)
- Diabrotica sinuata Olivier, 1789
- Diabrotica songoensis Bowditch, 1911
- Diabrotica spangleri Derunkov, Rocha Prado, Tishechkin & Konstantinov, 2015
- Diabrotica speciosa (Germar, 1824)
- Diabrotica speciosissima Baly, 1879
- Diabrotica spilota Baly, 1890
- Diabrotica sublimbata (Baly, 1865)
- Diabrotica submarginata (Baly, 1890)
- Diabrotica subrugosa (Gahan, 1891)
- Diabrotica subsulcata Baly, 1865
- Diabrotica surinamensis Bowditch, 1911
- Diabrotica synoptica Bechyne, 1956
- Diabrotica tarsalis Harold, 1875
- Diabrotica teresa Bechyne, 1956
- Diabrotica terminalis Jacoby, 1879
- Diabrotica tessellata Jacoby, 1887
- Diabrotica testaceicollis (Baly, 1890)
- Diabrotica tibialis Jacoby, 1887
- Diabrotica tijuquensis Marques, 1941
- Diabrotica tortuosa Jacoby, 1887
- Diabrotica transversa Baly, 1890
- Diabrotica travassosi Marques, 1941
- Diabrotica tricolor Jacoby, 1887
- Diabrotica trifasciata Fabricius, 1801
- Diabrotica trifoveolata (Baly, 1890)
- Diabrotica trifurcata Jacoby, 1887
- Diabrotica triphonia Bechyne, 1958
- Diabrotica tropica (Weise, 1921)
- Diabrotica tumidicornis Erichson, 1847
- Diabrotica undecimpunctata Mannerheim, 1843
- Diabrotica underwoodi Bowditch, 1911
- Diabrotica unipunctata Jacoby, 1882
- Diabrotica univittata Jacoby, 1899
- Diabrotica utingae Marques, 1941
- Diabrotica vagrans Baly, 1889
- Diabrotica varicornis Jacoby, 1889
- Diabrotica variegata (Jacoby, 1887)
- Diabrotica venancia Bechyne, 1958
- Diabrotica venezuelensis Jacoby, 1882
- Diabrotica vilaolivae Bechyne & Bechyne, 1969
- Diabrotica virescens Baly, 1886
- Diabrotica virgifera LeConte, 1858
- Diabrotica viridana Baly, 1886
- Diabrotica viridans (Baly, 1889)
- Diabrotica viridicollis Jacoby, 1887
- Diabrotica viridifasciata Jacoby, 1887
- Diabrotica viridilimbata Baly, 1879
- Diabrotica viridimaculata Jacoby, 1878
- Diabrotica viridipustulata Baly, 1886
- Diabrotica viridula Fabricius, 1801
- Diabrotica waltersi Derunkov, Rocha Prado, Tishechkin & Konstantinov, 2015
- Diabrotica weisei Baly, 1890
- Diabrotica westwoodi (Baly, 1889)
- Diabrotica zikani Bechyne, 1968
- Diabrotica zischkai Bechyne, 1956